# Amsterdam Science Park
L'Amsterdam Science Park est un nouveau quartier de l'arrondissement d'Amsterdam-Est, constitué d'un parc scientifique, de bureaux et de logements étudiants.

## Histoire
Aménagé durant les années 1990 sur le site d'anciennes fermes, le projet d'urbaniser le Watergraafsmeer suscite l'intérêt commun de l'université d'Amsterdam et de plusieurs entreprises de l'industrie pharmaceutique. Une gare pour les trains régionaux des Nederlandse Spoorwegen (NS) sur la ligne d'Amsterdam à Zutphen est inaugurée en 2009 par le bourgmestre Job Cohen.